# Breitling (пілотажна група)
«Брайтлінг» (фр. Breitling) — приватна пілотажна група, що спонсорується компанією Breitling, яка випускає однойменні годинники. Авіагрупа є найбільшою цивільною командою вищого пілотажу в Європі. Базується на військовій базі у французькому Діжоні. Літає на семи навчально-тренувальних літаках Aero L-39 Albatros.

## Історія
Група утворена в 2003 році. Льотчики з команди мають досвід пілотування військових літаків. Група виступала в різних країнах Європи: Франція, Швейцарія, Німеччина, Іспанія, Велика Британія, Португалія, Італія, Чехія, Росія.

## Галерея

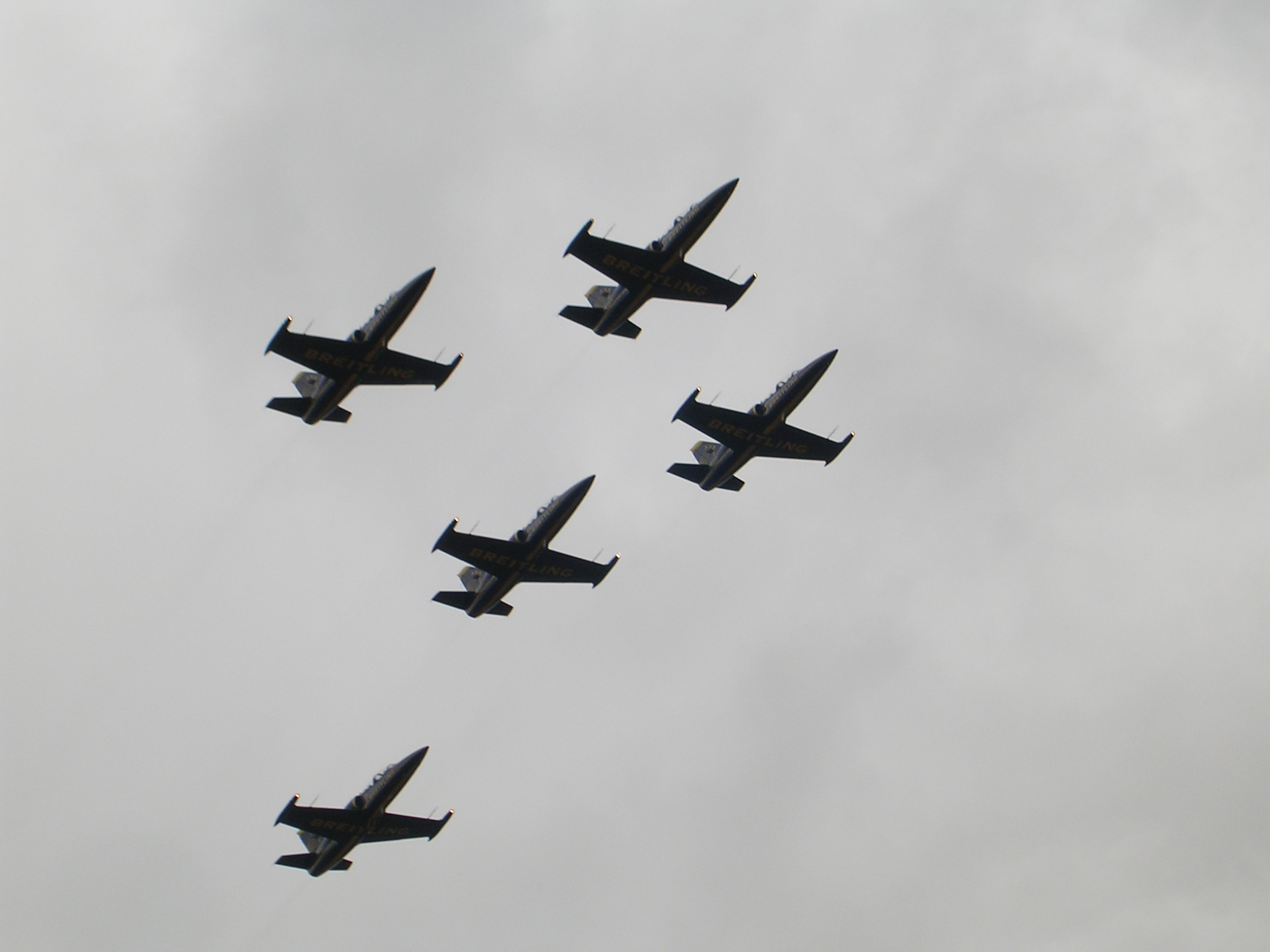
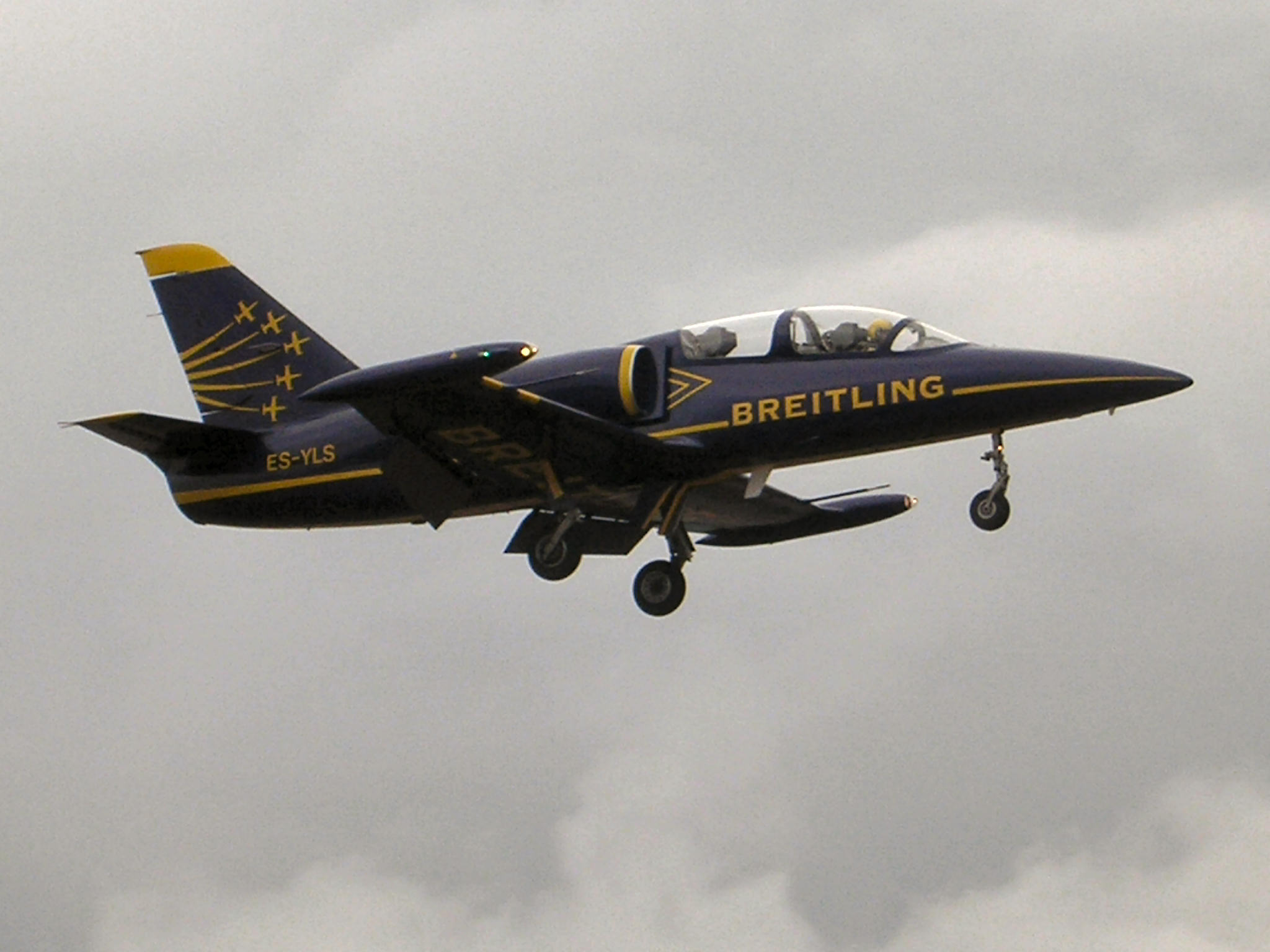
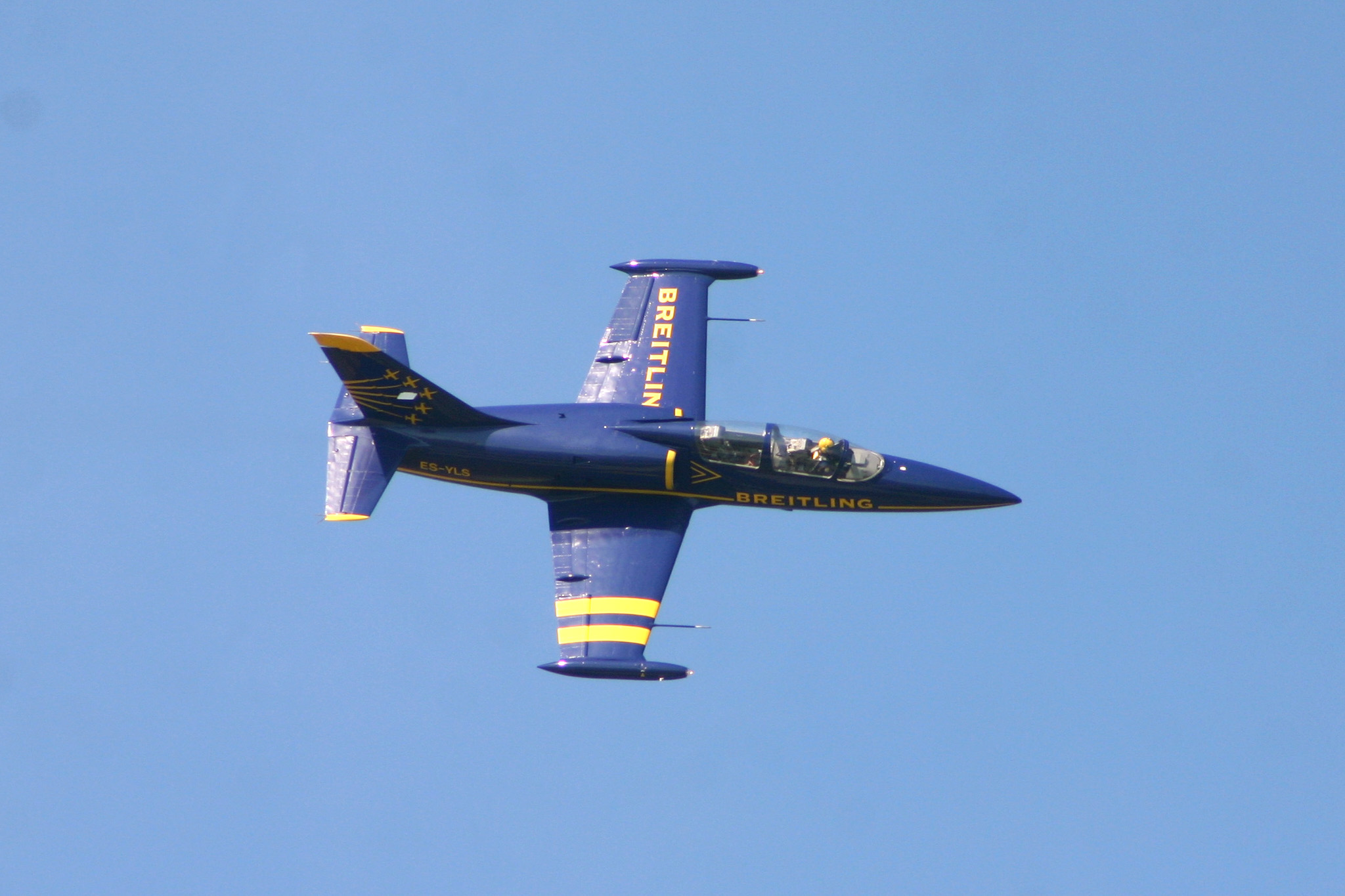
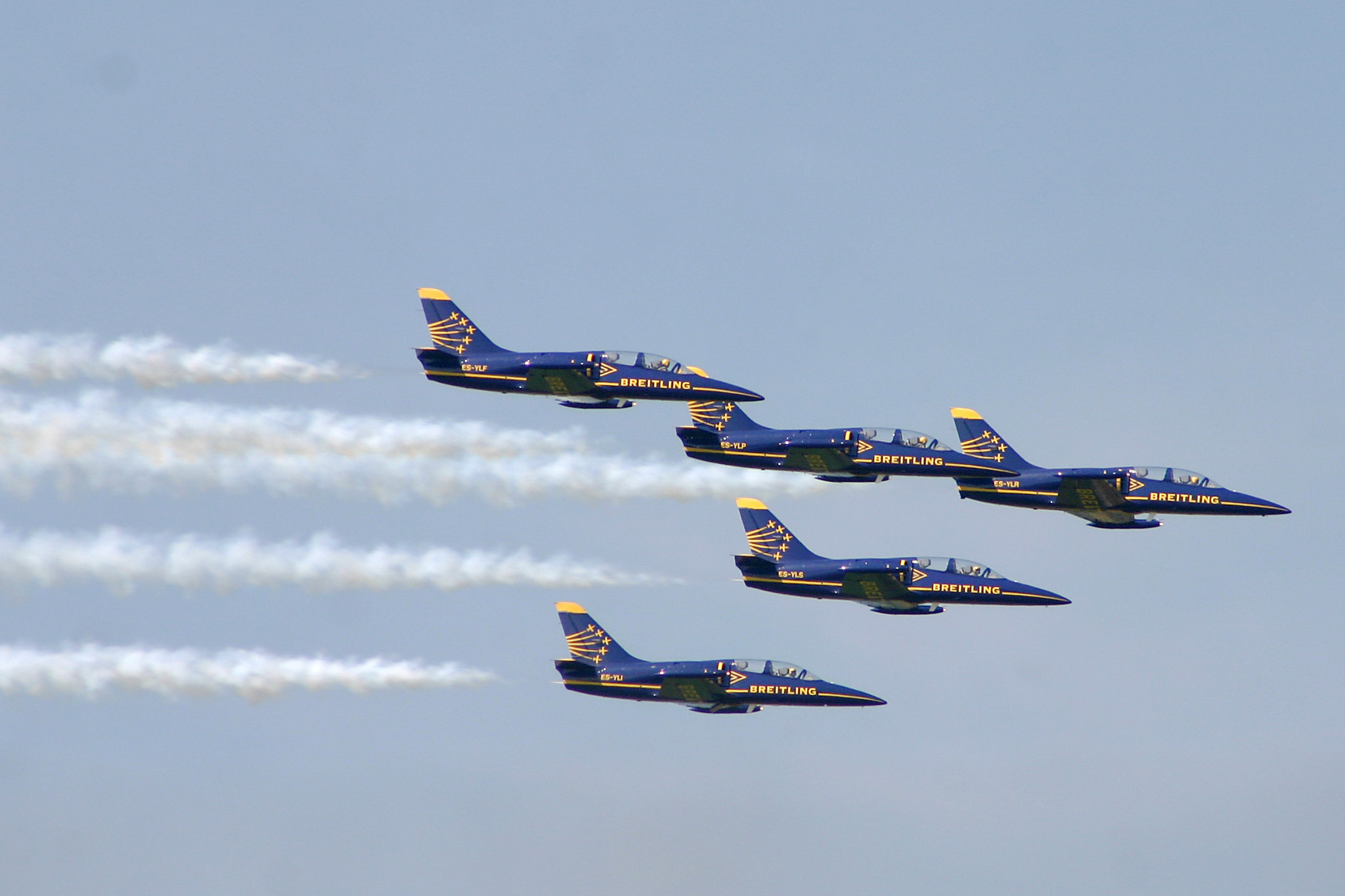

## Цікавий факт
У 2015 році компанія Bentley випустила спеціальну обмежену серію в 7 автомобілів (7 літаків у пілотажній групі). Причому номер на авто буде збігатися із відповідним номером літака. А в салоні крісла будуть нагадувати формою крісла пілотів літака. Проте швидкість буде вдвічі меншою — всього лише 332 км/год. Презентація автівок буде 31 липня 2015 року в Сієтлі, де кожен зможе після тест-драйву політати на відповідному винищувачі.